# James Bond 007: Everything or Nothing
James Bond 007: Everything or Nothing (2004) är titeln på ett spel utvecklat av Electronic Arts. Spelet finns utgivet till Gamecube. Playstation 2, Xbox och Game Boy Advance. Pierce Brosnan, Heidi Klum, Shannon Elizabeth, Judi Dench, John Cleese och Willem Dafoe mm har gjort rösterna.